# Syritta papua
Syritta papua är en tvåvingeart som beskrevs av Lyneborg och Barkemeyer 2005. Syritta papua ingår i släktet kompostblomflugor, och familjen blomflugor. Inga underarter finns listade i Catalogue of Life.